# Autoceļš A4
Autoceļš A4 ist eine zu Lettlands Staatsstraßen gehörende „Staatliche Hauptstraße“ (lett.: Valsts galvenie Autoceļi). Sie führt von einem Autobahnkreuz mit den Straßen A1 und A2 außerhalb von Riga zu einem Autobahndreieck mit der lettischen A6 bei Salaspils. Die A4 ist ein Teil der Europastraßen 67 und 77. Die A4 wird als östliche Umgehungsstraße Rigas bezeichnet.
Die Gesamtlänge beträgt 20,4 Kilometer. Da die Straße momentan mit einem Fahrstreifen pro Richtung ausgestattet ist, beträgt die Höchstgeschwindigkeit 90 km/h. Bis Ende 2012 soll die A4 auf der Hälfte ihrer Gesamtlänge als autobahnähnlichen Straße mit zwei Fahrstreifen pro Fahrbahn ausgebaut sein. Die Bauarbeiten haben 2011 begonnen. Zudem bestehen Pläne, die A4 vollständig auszubauen und zu modernisieren. Dies wird jedoch nicht vor 2014 erwartet. Die durchschnittliche Verkehrsstärke beträgt 7026 Fahrzeuge pro Tag im Jahr 2011.

## Wichtige Ortschaften entlang der Strecke
- Ulbroka
- Salaspils